# Orel nejmenší
Orel nejmenší (Hieraaetus pennatus) je malý až středně velký dravec z čeledi jestřábovitých, dosahující přibližně velikosti káně lesní.

## Popis
Na délku měří 42 až 51 cm, rozpětí křídel dosahuje 110 až 135 cm. Hmotnost samců se pohybuje mezi 0,5 až 0,8 kg, samice váží obvykle 0,8 až 1,2 kg. Dospělí ptáci se vyskytují ve dvou barevných variantách – tmavé a světlé. Ptáci světlé formy mají spodinu těla bílou, kontrastující s černými letkami. Svrchu jsou ptáci obou forem hnědí, se světle hnědými velkými krovkami, bělavým kostřecem, malou bílou skvrnou na předním okraji křídel u hlavy a několik světlých per na lopatkách. Ptáci tmavé formy se vyskytují méně často, přičemž mají tmavohnědou spodinu těla s rezavým nádechem a v letu světlejší vnitřní ruční letky. Tmavou formu lze zejména v letu snadno zaměnit za káni lesní či luňáka hnědého. Od káně se liší mimo jiné šesti (u káně pěti) prstovitými ručními letkami, které dodávají křídlu kompaktnější tvar. Od luňáka jej lze odlišit podle tvaru ocasu, ten bývá rovně zakončen, zatímco u luňáka je vidlicovitě rozdvojený. Dalším rozlišovacím znakem mohou být tzv. přistávací světla u přední báze křídel, ta však nejsou přítomná u všech jedinců.

## Výskyt
Hnízdí v jižní, jihovýchodní a východní Evropě, severní a jižní Africe a centrální a západní Asii. Přezimuje v jižní Asii a subsaharské Africe. Přestože je orel nejmenší převážně stěhovavý druh, existují stálé populace v Indii a na Baleárských ostrovech. Tento druh lze velmi vzácně spatřit na území České republiky. Mezi lety 2007 a 2020 byl na našem území zaznamenán šestkrát.

## Ekologie
Hnízdí v lesích s plochami otevřené krajiny. Živí se ptáky, plazy, menšími savci a hmyzem. Samice klade 1 až 3 (obvykle 2) vejce. Inkubace trvá 36 až 40 dnů. Mláďata opouštějí hnízdo po cca 2,5 až 3 měsících, v jižní Africe zůstávají mladí s rodiči i déle.

## Odchov v zajetí
V roce 2017 se jako první na světě podařilo liberecké zoologické zahradě úspěšně odchovati tohoto dravce v zajetí. Od října 2020 je můžeme spatřit i v Zoo Praha. Od dubna roku 2023 jsou k vidění i v Zoo Hodonín.

## Galerie

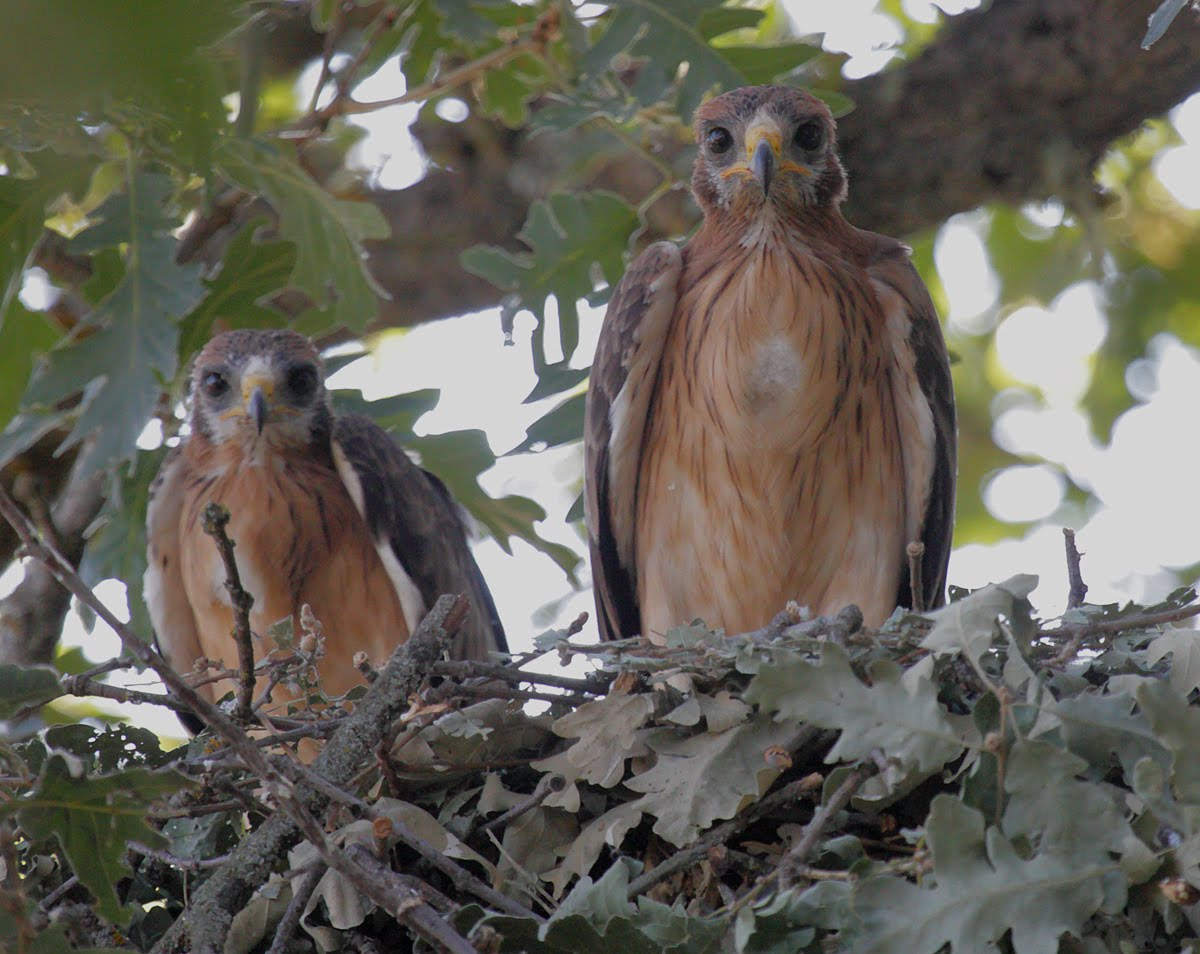
Mláďata
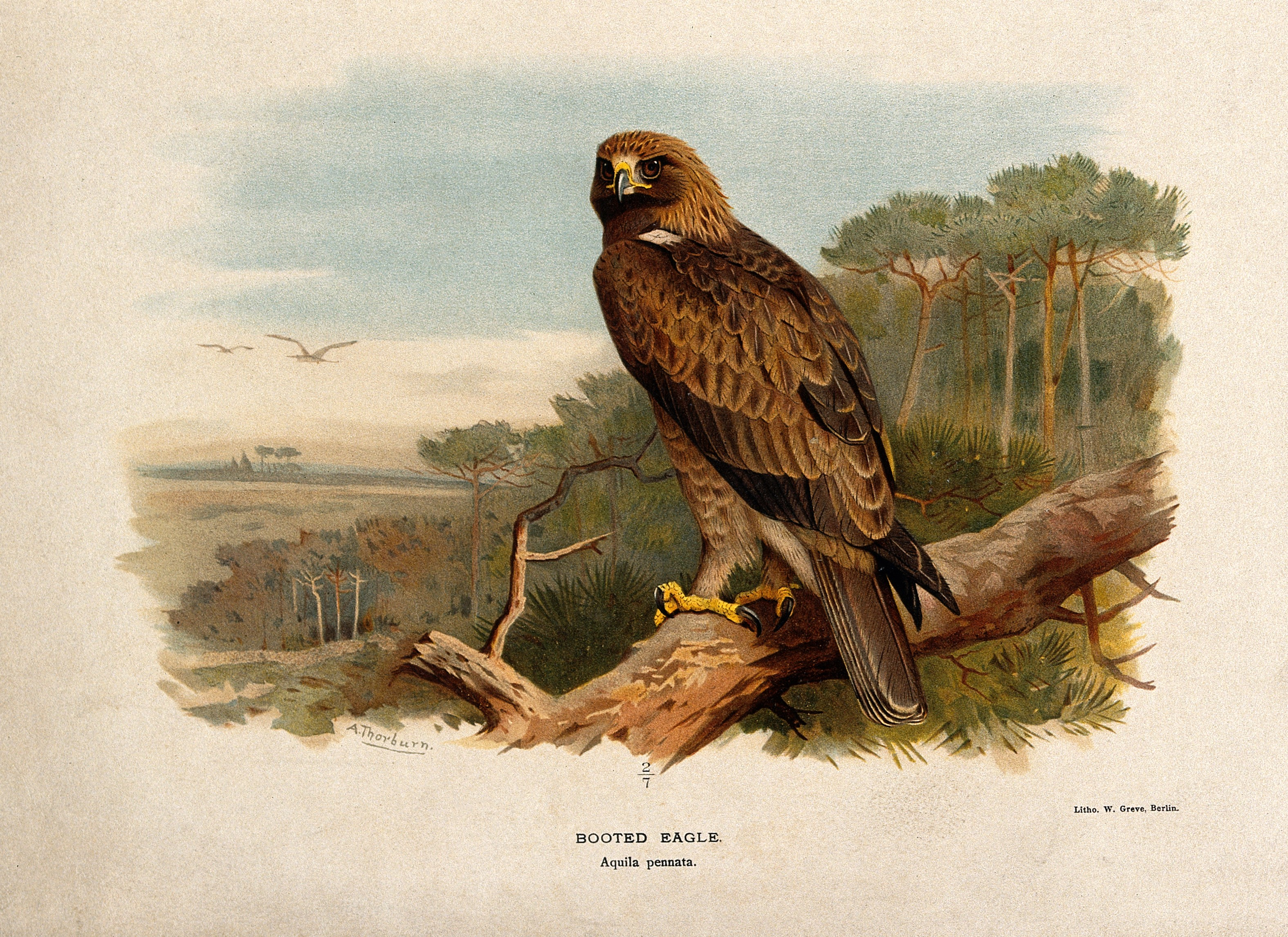
Kresba
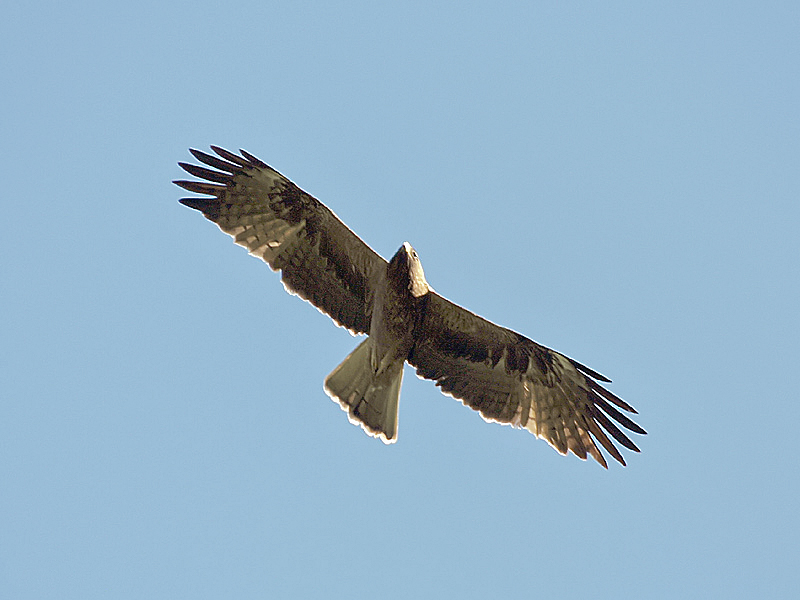
Orel nejmenší – tmavá forma
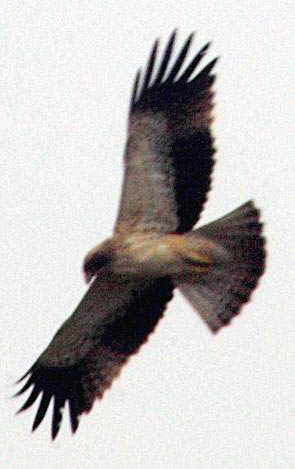
Orel nejmenší – světlá forma
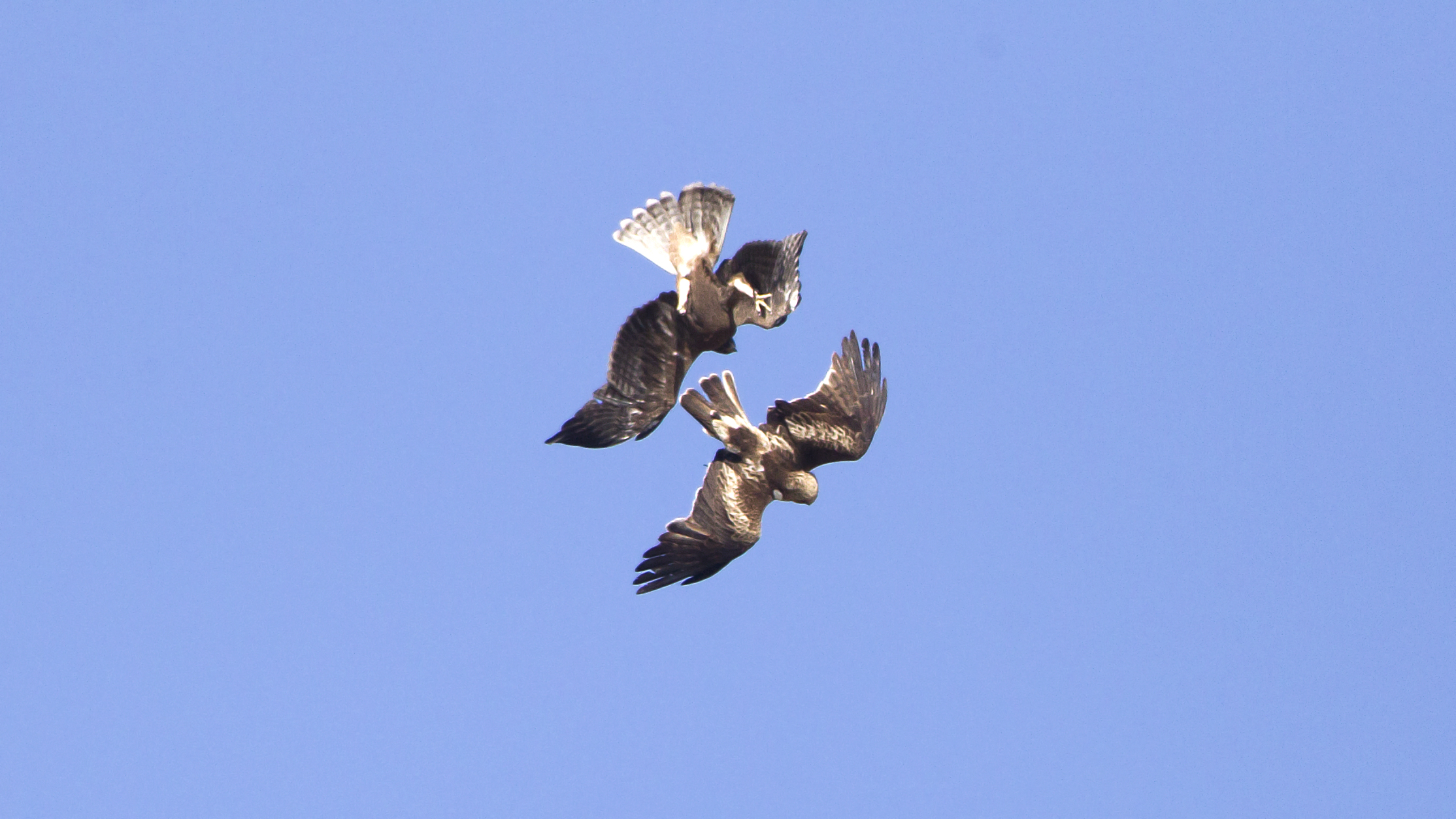
Dva jedinci v letu
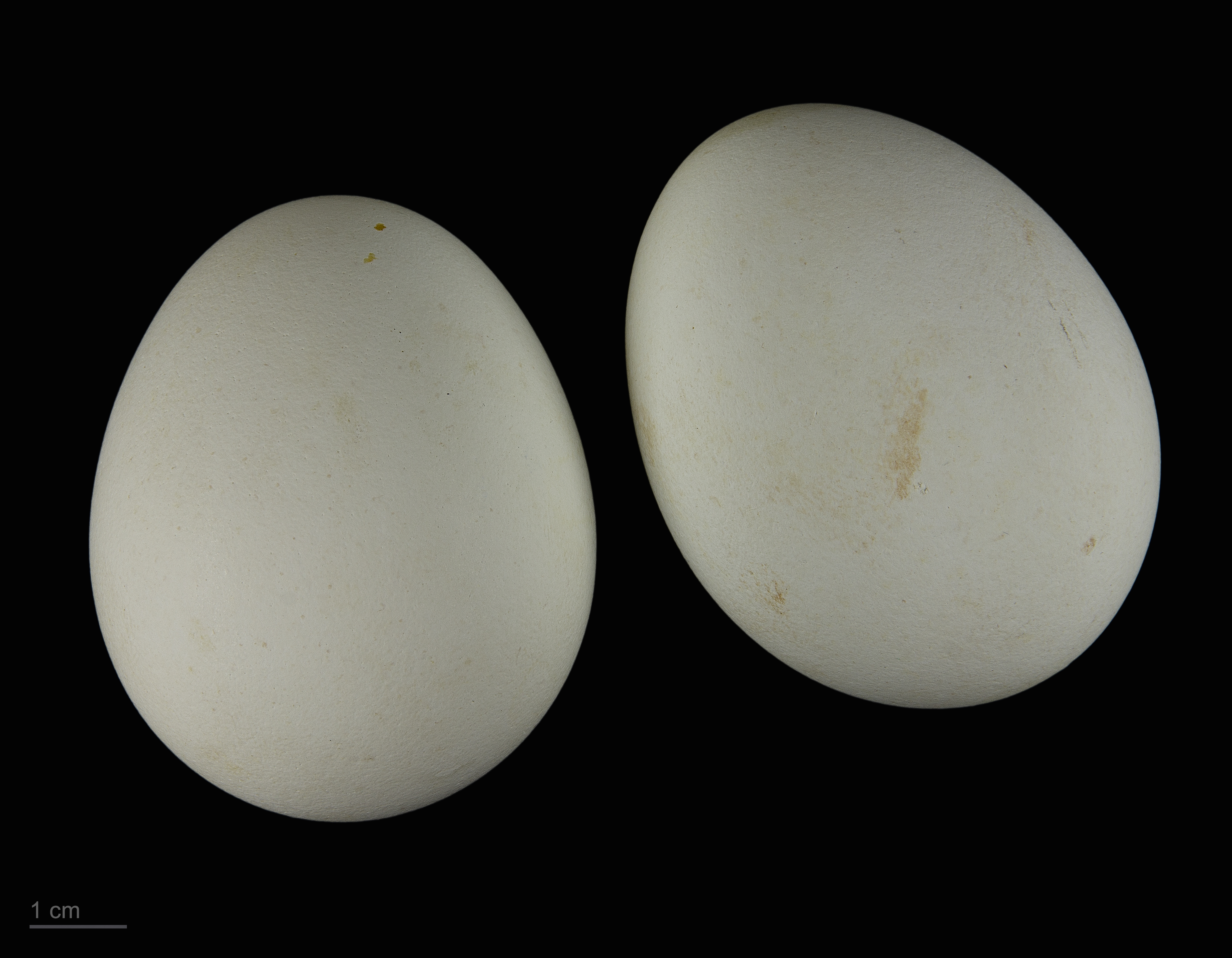
Vejce
- Hlas